# Arnoldus van Anthonissen

Arnoldus van Anthonissen: Das Einholen der Netze

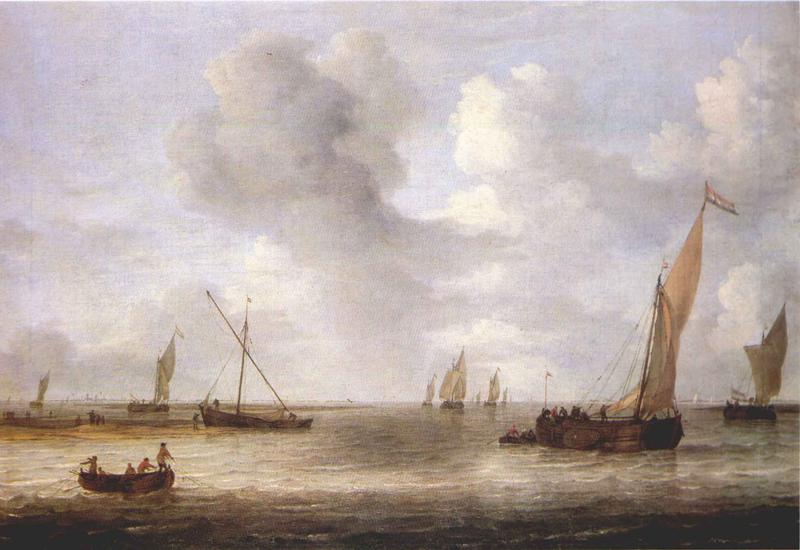
Arnoldus van Anthonissen: Flussszene mit Schiffen

Arnoldus van Anthonissen (* um 1631 wahrscheinlich in Leiden; † etwa 1703 in Zierikzee), genannt Aernout, war ein niederländischer Maler, der als Anstreicher, Marmor- und Marinemaler, Kaufmann und wahrscheinlich auch als Kunsthändler wirkte.

## Leben
Arnoldus van Anthonissen wurde als Sohn des Malers Hendrick van Anthonissen und dessen Frau Judith Flessiers um 1631 geboren. Dieses ungenaue Datum sowie der wahrscheinliche Geburtsort Leiden ergeben sich daraus, dass Hendrick van Anthonissen und seine Frau 1632 ein Testament aufsetzten und darin ihre Kinder berücksichtigten. 1661 wird Arnoldus van Anthonissen als Hausanstreicher in Leiden und im darauffolgenden Jahr als Hauptmann der St. Lukasgilde benannt. 1663 wird er als schilder met de groote quast Decken Aernoldus Antonisse (zu deutsch: Maler mit dem großen Pinsel Dekan Aernoldus Antonisse) erwähnt.
Am 23. September 1664 wurde dem Maler das Bürgerrecht in Zierikzee erteilt, 1665 bis 1669 war er Mitglied der Gilde in Middelburg für Feinmaler und Marmormaler und bezahlte dort seinen Beitrag. Vor 1677 heiratete er Catharina Hepertsdr van Rheenen und nach deren Tod 1681 Machelina van Ijsselstejn. Neben Gemälden produzierte er Wappen für die Kirche und Landkarten und hatte einen eigenen Handschuh- und Hutladen in Zierikzee. Er sammelte zudem Gemälde anderer Meister. Um 1703 starb er in Zierikzee.